# Dudes
Pour les articles homonymes, voir Dude.
Pour plus de détails, voir Fiche technique et Distribution.
Dudes est un film américain réalisé par Penelope Spheeris, sorti en 1987.

## Fiche technique
- Titre : Dudes
- Réalisation : Penelope Spheeris
- Scénario : Randall Jahnson
- Photographie : Robert Richardson
- Montage : Andy Horvitch
- Musique : Charles Bernstein
- Pays d'origine : États-Unis
- Genre : Comédie
- Durée : 90 minutes
- Date de sortie : 1987

## Distribution
- Jon Cryer : Grant
- Daniel Roebuck : Biscuit
- Flea : Milo
- Lee Ving : Missoula
- Billy Ray Sharkey : Blix
- Glenn Withrow : Wes
- Michael Melvin : Logan
- Catherine Mary Stewart : Jessie
- John Densmore : Beeson
- Pamela Gidley : Elyse
- Peter Kent : Road Warrior
- The Vandals : Eux-mêmes